# موسيقى كلابا
موسيقى كلابا هي شكل من أشكال الغناء أكابيلا التقليدية تنطلق أصولها من دالماتيا، كرواتيا. كلمة كلابا تترجم إلى "مجموعة من الأصدقاء" وتعود جذورها إلى غناء الكنائس الساحلية. الزخارف عمومًا تحتفل بالحب والنبيذ (العنب) والوطن والبحر. العناصر الرئيسية للموسيقى هي الانسجام واللحن، ونادرًا ما يكون الإيقاع مهمًا. في عام 2012، تمت إضافة كلابا إلى قائمة اليونسكو للتراث الثقافي غير المادي للإنسانية.

## الوصف
تتكون مجموعة كلابا من التينور الأول، والتينور الثاني، والباريتون، والباس. ومن الممكن مضاعفة جميع الأصوات ما عدا التينور الأول. وعادةً ما تتكون من ما يصل إلى اثني عشر مطربًا ذكرًا. في الآونة الأخيرة، أصبحت المجموعات الصوتية النسائية شائعة لكن عمومًا لا تختلط مجموعات الرجال والنساء.
على الرغم من أن كلابا هي موسيقى أكابيلا، إلا أنه يمكن في بعض الأحيان إضافة غيتار خفيف ومندولين (آلة تشبه في المظهر والصوت تامبوريتزا). يمكن أيضًا مصاحبة كلابا بألواح مفاتيح محاكة عادةً لآلات الإيقاع.

## العصر الحديث

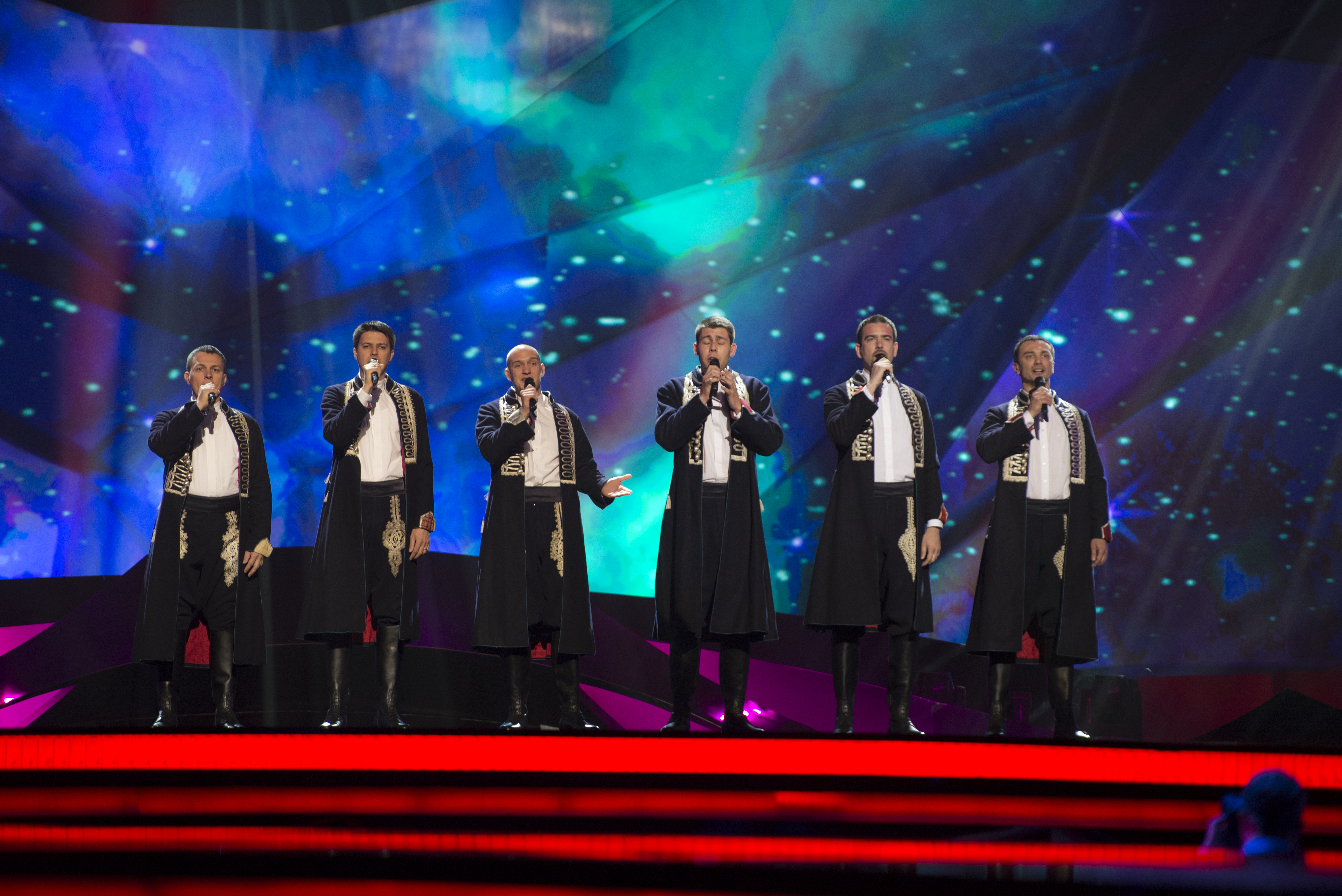
أداء كلابا س مورا لأغنيتهم "ميزيريا" في مسابقة الأغنية الأوروبية 2013 في مالمو

لا يزال تقليد الكلابا حيًا إلى حد كبير، حيث يتم تأليف الأغاني الجديدة وإقامة المهرجانات. مهرجان الكلابا الدالماتي في أوميس هو أشهر مهرجان موسيقي وله تقليد طويل في موسيقى الكلابا. واحدة من أنجح الفرق هناك في الآونة الأخيرة هي كلابا شوفيت، الفائزة بالمهرجان لثلاث سنوات متتالية 2006–2008. يقدر العديد من الشبان في دالماتيا الكلابا ويغنونها بانتظام عندما يخرجون لتناول الطعام أو الشراب. ولا يعتبر من النادر سماع غناء الكلابا الهاوي في الشوارع في المساء أثناء تناول بعض الطعام والنبيذ.
في عام 2013، اختارت كرواتيا مجموعة كلابا لتمثيل البلاد في مسابقة الأغنية الأوروبية 2013. وأطلق على المجموعة اسم كلابا س مورا، مع الأغنية "ميزيريا". تعتبر كلابا س مورا مجموعة "كلابا سوبر إنسمبل" من ستة أداء تم اختيارهم بواسطة المايسترو موجمير چاشيا من خمس مجموعات كلابا موجودة، وهي مجموعتان من كامبانيل، وواحدة من سينج، وكريكفينيكا، وشيبينيك، وجردلين.